# シグナルとシグナレス
「シグナルとシグナレス」は、宮沢賢治の短編童話。1923年5月11日から23日（16日・19日は休載）まで、岩手毎日新聞（1933年廃刊。現在の毎日新聞とは無関係）に11回に分けて掲載された。賢治の数少ない生前発表童話の一つである。

## 概要
本線の信号機シグナルと、軽便鉄道の小さな腕木式信号機シグナレスの、淡く切ない恋物語。賢治独特の暖かいユーモアに満ち溢れた作品である。シグナルは東北本線の信号機が擬人化された男性のキャラクターで、シグナレスは釜石線（当時は岩手軽便鉄道）の信号機が擬人化された女性のキャラクターである。岩手県の花巻駅（賢治の居住地の最寄り駅だった）にはこのふたつの路線が乗り入れていた。
また、信号機たちが「蒸気機関車の父」と呼ばれるジョージ・スチーブンソンの名前を挙げて、願いをかなえられるよう祈りを捧げる描写がある。

## その他
シグナルの台詞に「だから僕を愛してください。さあ僕を愛するって言ってください」という一文がある。この「愛する」という表現につき、当時の日本の近代文学では前例のなかった愛情表現の用法であるという指摘がある。
本線の信号と軽便線の信号の恋愛が「身分違いの恋」として反対される描写について、新渡戸稲造の姪・河野信子と恋愛関係にあった有島武郎が、信子との結婚を父の有島武（岩手軽便鉄道の国有化に関して影響力を持っていた）から「身分違い」として反対された挿話（新渡戸一族の出身地である花巻では人々の怒りを買った）をベースとするという考察がある。